# Training Day
Training Day er en politi dramafilm fra 2001 instrueret af Antoine Fuqua, skrevet af David Ayer med Denzel Washington og Ethan Hawke i hovedrollerne. Filmen følger to LAPD narkotika detektiveri løbet af en 24-timers periode i bandemiljøet i South Los Angeles.
Training Day har gæsteoptrædener med Scott Glenn, Tom Berenger, Harris Yulin, Raymond J. Barry, Terry Crews, og Eva Mendes. Rapperene Dr. Dre, Snoop Dogg og Macy Gray medvirker også.

## Handling
Jake Hoyt (Ethan Hawke) er en ung betjent som rigtig gerne vil være efterforsker. For at kunne blive det må han tilbringe et par år i narkospanerbanden, men aller først må han gennem optagelsesprøven: Et døgn med Los Angeles hårdeste gadepolitimand, Alonzo Harris ( Denzel Washington). Alonzo er af den slags, der altid er ude efter de store drenge, der hellere banker voldtægtsmænd i stedet for at arrestere dem og som gerne beslaglægger narkotika fra skoleungdomen for selv at ryge det i bilen fem minutter senere. Alonzo har også kontrol over byens barskeste bander ved stadig at forsyne dem med ulige beslag, men han har også et pengeproblem; noget han til det yderste prøver at skjule for Hoyt.
Alt dette hårdt for Hoyt, som har fået "to serve and protect" ind en ske fra politiskolen. Nu må han bare glemme alt han har lært og spille efter Alonzos regler: It takes a wolf to catch a wolf. Bryder ham dem, risikerer han aldrig at blive noget stort, og han stiller derfor modvilligt op på det meste af det, Alonzo beder ham om.

## Medvirkende
- Denzel Washington – Alonzo Harris
- Ethan Hawke – Jake Hoyt
- Scott Glenn – Roger
- Tom Berenger – Stan Gursky
- Harris Yulin – Doug Rosselli
- Raymond J. Barry – Lou Jacobs
- Cliff Curtis – Smiley
- Dr. Dre – Paul
- Snoop Dogg – Blue
- Macy Gray – Sandman's Wife
- Charlotte Ayanna – Lisa Hoyt
- Eva Mendes – Sara Harris
- Nick Chinlund – Tim
- Jaime Gomez – Mark
- Raymond Cruz – Sniper
- Noel Gugliemi – Moreno
- Seidy López – Dreamer
- Denzel Whitaker – Dimitri
- Peter Greene – Jeff (ikke krediteret)
- Leonard A. Anderson – Ray (ikke krediteret)
- Samantha Becker – Letty (ikke krediteret)

## Om filmen
Filmen er 120 minutter lang. Filmen blev belønnet med en Oscar for bedste mandlige hovedrolle, der gik til Denzel Washington. Ethan Hawke blev også nomineret til bedste mandlige birolle. Filmen vandt to priser ved MTV Movie Awards hvor en af priserne gik til Snoop Dogg for bedste cameo. Den anden gik til Denzel Washington for bedste skurk. Coffeeshopen i starten af filmen, kaldet Quality Cafe, optræder i mange film, blandt andre Old School, Se7en, Ghost World, 60 sekunder, og Catch Me If You Can.

## Soundtrack
Et soundtrack med hiphop musik blev udgivet den 11. september 2001 af Priority Records. Det nåede op på plads 35 på Billboard 200 og 19 på Top R&B/Hip-Hop Albums og udgav to hit singler, Nelly's "#1" og Dr. Dre og DJ Quiks "Put It on Me".